# Луцій Корнелій Лентул Крус
Луцій Корнелій Лентул Крус (лат. Lucius Cornelius Lentulus Crus; 48 до н. е.) —  консул  Римської республіки 49 до н. е.
Походив з патрциіанського роду Корнеліїв Лентулів. Був сином Публія Корнелія Лентула, легата 90 року до н. е. Обставини прийняття агномена Крус невідомі.
У 61 до н. е. був провідним обвинувачем Публія Клодія Пульхра в справі про святотатство. У 58 до н. е. був претором, і Цицерон розраховував на його допомогу у протидії вигнанню, що загрожувало йому. Для допомоги Цицерону Крус написав лист консулу Луцію Кальпурнію Пізону Цезоніну, однак воно не принесло результатів, і Цицерон був змушений піти у вигнання. Цицерон зазначає, що Крус був досить сильним оратором, проте «робота думки стомлювала його». У 50-ті був противником  Цезаря. Хоча Крусу слід було очікувати консулату в 55 до н. е., як було прийнято за cursus honorum, він став консулом лише 6 років потому — в 49 до н. е. У перші дні нового року почалася Громадянська війна, яку Крус підтримав і в якій взяв участь на стороні Помпея. Крус покинув Італію, потім збирав війська в Азії, а згодом з'єднався з Помпеєм біля Діррахія. Можливо, саме він командував правим крилом Помпея в битві при Фарсалі — Аппіан називає як командувача якогось Лентула. Після поразки поплив разом з Помпеєм в Єгипет, однак прибув туди на наступний день після його вбивства. Незабаром був убитий і сам Крус.